# Earl of Harrowby

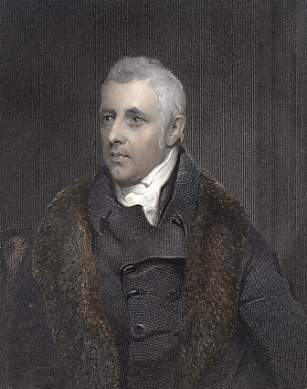
Dudley Ryder, 1. Earl of Harrowby

Wappen der Earls of Harrowby

Earl of Harrowby, in the County of Lincoln, ist ein erblicher britischer Adelstitel in der Peerage of the United Kingdom.
Familiensitz der Earls ist Sandon Hall bei Stafford in Staffordshire.

## Verleihung und nachgeordnete Titel
Der Titel wurde am 18. Juli 1809 für Dudley Ryder, 2. Baron Harrowby geschaffen, zusammen mit dem nachgeordneten Titel Viscount Sandon. Dieser war zuvor Außenminister unter William Pitt gewesen. Später war er 15 Jahre Lord President of the Council.
1803 hatte er bereits von seinem Vater den fortan ebenfalls nachgeordneten Titel Baron Harrowby, of Harrowby in the County of Lincoln, geerbt, der diesem am 20. Mai 1776 in der Peerage of Great Britain verliehen worden war.

## Liste der Barone Harrowby und Earls of Harrowby

### Barone Harrowby (1776)
- Nathaniel Ryder, 1. Baron Harrowby (1735–1803)
- Dudley Ryder, 2. Baron Harrowby (1762–1847), (1809 zum Earl of Harrowby erhoben)

### Earls of Harrowby (1809)
- Dudley Ryder, 1. Earl of Harrowby (1762–1847)
- Dudley Ryder, 2. Earl of Harrowby (1798–1882)
- Dudley Ryder, 3. Earl of Harrowby (1831–1900)
- Henry Ryder, 4. Earl of Harrowby (1836–1900)
- John Ryder, 5. Earl of Harrowby (1864–1956)
- Dudley Ryder, 6. Earl of Harrowby (1892–1987)
- Dudley Ryder, 7. Earl of Harrowby (1922–2007)
- Dudley Ryder, 8. Earl of Harrowby (* 1951)

Titelerbe ist der älteste Sohn des jetzigen Earls, Hugo Ryder, Viscount Sandon (* 1981).